# Ульяновка (Курская область)
Ульяновка — деревня в Хомутовском районе Курской области России. Входит в состав сельского поселения Ольховский сельсовет.

## История
В 1966 году Указом Президиума ВС РСФСР деревня Чертовка Амонского сельсовета Дмитриевского района переименована в Ульяновка.

## География
Ульяновка находится у небольшого водоёма. Уличная сеть отсутствует.

## Население
| 2002 | 2010 |
| ---- | ---- |
| 33   | ↘7   |